# Лабашинц (Арад)
Лабашинц (рум. Labașinț) насеље је у Румунији у округу Арад у општини Шиштаровац. Oпштина се налази на надморској висини од 189 m.

## Прошлост
Аустријски царски ревизор Ерлер је 1774. године констатовао да то место припада Барачком округу, Липовског дистрикта. Становништво је било претежно влашко. Када је 1797. године пописан православни  клир у Лабашинцу је био један свештеник. Парох, поп Деспот Поповић (рукоп. 1789) знао је само румунски језик.

## Становништво
Према подацима из 2002. године у насељу је живело 22 становника, од којих су сви румунске националности.